# 2156 Kate
2156 Kate este un asteroid din centura principală, descoperit pe 23 septembrie 1917 de Serghei Beliavski.